# Дубинда, Павел Христофорович
Павел Христофорович Дубинда  (12 [25] июля 1914, Прогнои, Таврическая губерния — 22 октября 1992, Херсон) — старшина роты 293-го гвардейского стрелкового полка, один из четырёх Героев Советского Союза, ставших также полными кавалерами ордена Славы.

## Биография
Павел Христофорович Дубинда родился в селе Прогнои ныне Геройское Голопристанского района Херсонской области. Украинец. После окончания школы работал в рыбколхозе.
В 1936 году был призван в военно-морской флот. С июня 1941 года участник Великой Отечественной войны. Служил на крейсере «Червона Украина», принимал участие в обороне Одессы и Севастополя. При обороне Севастополя во время бомбёжки крейсер был повреждён авиабомбами, и экипажу было приказано оставить корабль. С ноября Павел Дубинда воевал в 8-й бригаде морской пехоты. В последние дни обороны был контужен и попал в плен. Прошёл несколько лагерей военнопленных и везде предпринимал попытки бежать. После удачного побега с марта 1944 года снова в РККА. Служил в 293-м гвардейском стрелковом полку.
8 августа 1944 года в бою за село Скорупки (Skorupki, Польша, Соколув-Подлясский уезд), командуя отделением, рядовой Павел Дубинда первым ворвался во вражескую траншею и уничтожил семь гитлеровских солдат. Был награждён орденом Славы 3-й степени (5 сентября 1944 года).

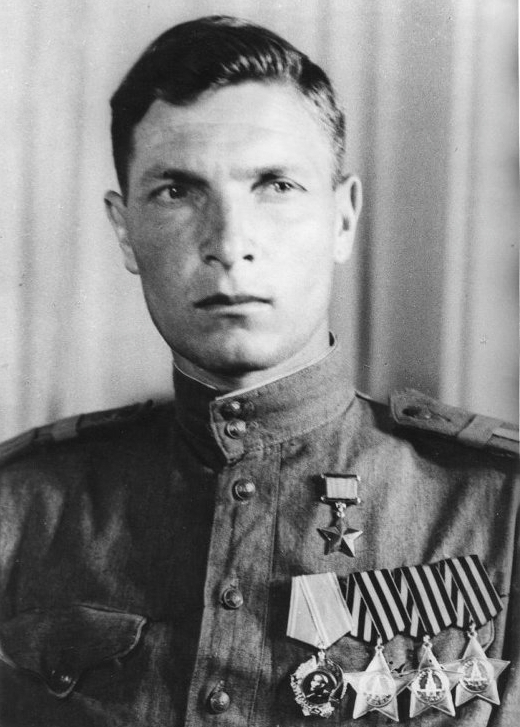
в 1945 году

20 августа 1944 года в бою за железнодорожную станцию Мостувка (Польша, Вышкувский уезд) младший сержант Дубинда, командуя взводом, атаковал станцию и выбил с неё противника. В этом бою был ранен командир роты, и Павел Дубинда заменил его и, несмотря на то, что сам был ранен, продолжал командовать и обеспечил выполнение боевой задачи. В этом бою он лично уничтожил 10 солдат противника. Был награждён орденом Славы 2-й степени (5 октября 1944 года).
22—25 октября 1944 года в боях за село Пешикен (Восточная Пруссия) у города Шталлупёнен (ныне город Нестеров Калининградской области) старшина роты Павел Дубинда, командуя взводом, первым прорвался во вражескую траншею, уничтожил 4 вражеских солдат и взял в плен офицера. Был награждён орденом Славы 1-й степени (24 марта 1945 года).
15 марта в районе Кёнигсберга взвод Павла Дубинды захватил в бою селение Бладиау, уничтожив около роты солдат противника и захватив две пушки. Через несколько дней гитлеровцы попытались вернуть взятую позицию и контратаковали превосходящими силами с артиллерийской поддержкой. Бойцы взвода отбили несколько атак, а когда закончились боеприпасы, Павел Дубинда захватил вражеский пулемёт и огнём в упор заставил противника отступить. Преследуя противника, взвод Дубинды ворвался во двор поместья и захватил там 40 солдат и 4 офицеров противника.
Звание Героя Советского Союза Павлу Дубинде было присвоено 29 июня 1945 года.
В августе 1945 года Павел Дубинда демобилизовался. После возвращения на родину работал боцманом на судах антарктической китобойной флотилии «Слава».
Скончался в городе Херсоне в 1992 году.

## Награды
- Медаль «Золотая Звезда»;
- орден Ленина;
- орден Богдана Хмельницкого 3-й степени;
- орден Отечественной войны 1 степени;
- орден Славы 1-й степени;
- орден Славы 2-й степени;
- орден Славы 3-й степени;
- медали.